# یولیا دیتسه
یولیا دیتسه (فرانسوی: Julia Dietze‎؛ زادهٔ ۹ ژانویهٔ ۱۹۸۱ ‏(۴۴ سال)) یک هنرپیشه اهل فرانسه است.
از فیلم‌ها یا برنامه‌های تلویزیونی که وی در آنها نقش داشته‌است می‌توان به آسمان آهنی اشاره کرد.